# Karen Aliprendi
Pour les articles homonymes, voir Carvalho.
Karen Aliprendi de Carvalho est une femme politique monégasque. Elle est membre du Conseil national depuis 2018.